# Gefecht bei Kirchheimbolanden
Gefecht bei Kirchheimbolanden – Gefecht von Ludwigshafen – Gefecht bei Rinnthal
Das Gefecht bei Kirchheimbolanden war das erste Gefecht des Pfälzischen Aufstandes. Es fand am 14. Juni 1849 bei Kirchheimbolanden statt und endete mit der Niederlage der revolutionären Freischaren gegen preußische Truppen.

## Vorgeschichte
Die Bewegung der Märzrevolution in den Mitgliedsstaaten des deutschen Bundes hatte zur Wahl der Frankfurter Nationalversammlung als erster gesamtdeutscher Volksvertretung geführt. Dieses Parlament hatte am 28. März 1849 eine Verfassung des deutschen Reiches verkündet, die die Staatsform einer erblichen konstitutionellen Monarchie vorsah. Der preußische König Friedrich Wilhelm IV. lehnte die angebotene Kaiserkrone ab. Am 23. April lehnten der bayerische König Maximilian II. und seine Regierung die Paulskirchenverfassung ab, was von der Linken als Staatsstreich angesehen wurde.
Am 2. Mai wurde beschlossen, einen zehnköpfigen Landesausschuss zur Verteidigung und Durchführung der Reichsverfassung einzurichten und am 7. Mai 1849 legitimierte der Reichskommissar der Provisorischen Zentralgewalt für die Pfalz, Bernhard Eisenstuck, den Landesverteidigungsausschuss. Am 3. Mai 1849 brach der Dresdner Maiaufstand aus, den am 9. Mai preußische und sächsische Truppen niederschlugen. Am 11. Mai begann mit der Meuterei der badischen Truppen in der Bundes-Festung Rastatt der dritte badische Aufstand.
Die Bitte des pfälzischen Landesausschusses um Unterstützung aus Baden und Hessen wurde am 9. Mai in Rheinhessen bekannt. und es wurde durch Franz Zitz und Ludwig Bamberger zur Bildung eines rheinhessischen Freikorps aufgerufen. Das militärische Kommando hatte zunächst Karl Ludwig Heußner. Das Korps sammelte sich in Wörrstadt und zog über Alzey nach Pfeddersheim und dann nach Kirchheimbolanden.
Der am 14. Mai aus Baden geflohene Großherzog und der bayerische König ersuchten bei der Provisorischen Zentralgewalt, die sich von Eisenstuck inzwischen getrennt hatte, und beim preußischen König Friedrich Wilhelm IV. um eine militärische Intervention zur Niederschlagung der revolutionären Bewegungen in ihren Staaten. Daraufhin improvisierte die Preußische Armee noch im Mai 1849 zwei Armeekorps, die unter dem Oberbefehl des Prinzen von Preußen von den Generalleutnants Moritz von Hirschfeld (1. Korps) und Karl von der Groeben (2. Korps) geführt wurden.
Am 11. Juni begann der befürchtete Einmarsch des 1. preußischen Armeekorps in die Pfalz. Die Avantgarde seiner 1. Division unter Generalmajor Woldemar von Hanneken überschritt bei Kreuznach unangefochten die pfälzische Grenze und rückte nach Süden vor.

## Beteiligte Verbände
Auf der pfälzischen Seite kämpfte das rheinhessische Freikorps unter der Führung des von General Sznayde eingesetzten Polen Rouppert. Zu diesem gehörten insbesondere die Turner von Mainz und Mitglieder des Arbeitervereins mit ursprünglich etwa 1 500 Mann und vier kleinen eisernen Kanonen.
Auf der preußischen Seite kämpfte die Avantgarde der 4. Division des 1. preußischen Armeekorps. Zu diesem gehörte das Berliner Bataillon des 2. Garde-Landwehr-Regiments, das Füsilier-Bataillon des 24. Infanterie-Regiments, zwei Schwadronen des 7. Ulanen-Regiments und zwei Geschütze unter Oberst Gustav von Schleinitz.

## Verlauf
Bereits am 13. Juni kam es bei einer Rekognoszierung der Preußen bei Morschheim zu einem Zusammenstoß mit einer Kompanie der Freischar, die einen Toten und zwei Verwundete zu beklagen hatte.
Die in Morschheim als Vorposten zurückgelassenen Aufständischen verließen entgegen den Befehlen in der Nacht vom 13. auf den 14. Juni den Ort und gingen auf Kirchheimbolanden zurück. Der Vormarsch der Preußen wurde in Kirchheimbolanden am 14. Juni um 5 Uhr morgens bemerkt. Eine preußische Füsilierkompanie besetzte zunächst kampflos die Gemeinde Orbis und ging weiter von Nordwesten auf Kirchheimbolanden, während das Gros der preußischen Verbände direkt von Norden die Stadt angriff. Eine dritte Gruppe rückte von Westen her vor. Eine Kompanie des Freikorps leistete den Preußen zunächst vor der Stadt Widerstand, zog sich aber zurück, nachdem sie von drei Seiten angegriffen wurde. Dort unter Artilleriebeschuss genommen, wurde die Situation des Freikorps prekär. Da der polnische Major Rouppert, der formal den militärischen Oberbefehl hatte, keine Entscheidungen traf, ordneten Zitz und Bamberger den Rückzug auf Rockenhausen an. Eine Abteilung der Mainzer Schützen blieb aus unbekannten Gründen im Schlossgarten zurück. Eine Kompanie des Garde-Landwehr-Bataillons nahm zunächst die Barrikade am Schlossgarten. Landwehr und Füsiliere drangen bald darauf durch das Haupttor in den Schlossgarten ein. Die Freischärler kamen im Gefecht um oder wurden gefangen. Unter den Gefangenen war auch Mathilde Hitzfeld, die auf einer Darstellung mit Fahne auf einer Barrikade gezeigt wird, womit wohl an Symbole der französischen Revolution angeknüpft werden sollte.
Das rheinhessische Freikorps zog sich weiter auf Neustadt an der Haardt zurück, wo es sich mit dem Volkswehr-Bataillon Schlinke sowie dem Korps Blenker vereinigte und mit der gesamten verbliebenen pfälzischen Revolutionsarmee am 18. Juni über die Knielinger Rheinbrücke nach Baden ging. Am 20. Juni löste sich das rheinhessische Freikorps auf.
Der Prinz von Preußen, der Oberbefehlshaber der gesamten Armee zur Niederschlagung der Revolution in der Pfalz und in Baden, begleitete die 4. Division und beglückwünschte seine Truppen nach dem Gefecht persönlich.

## Gedenken

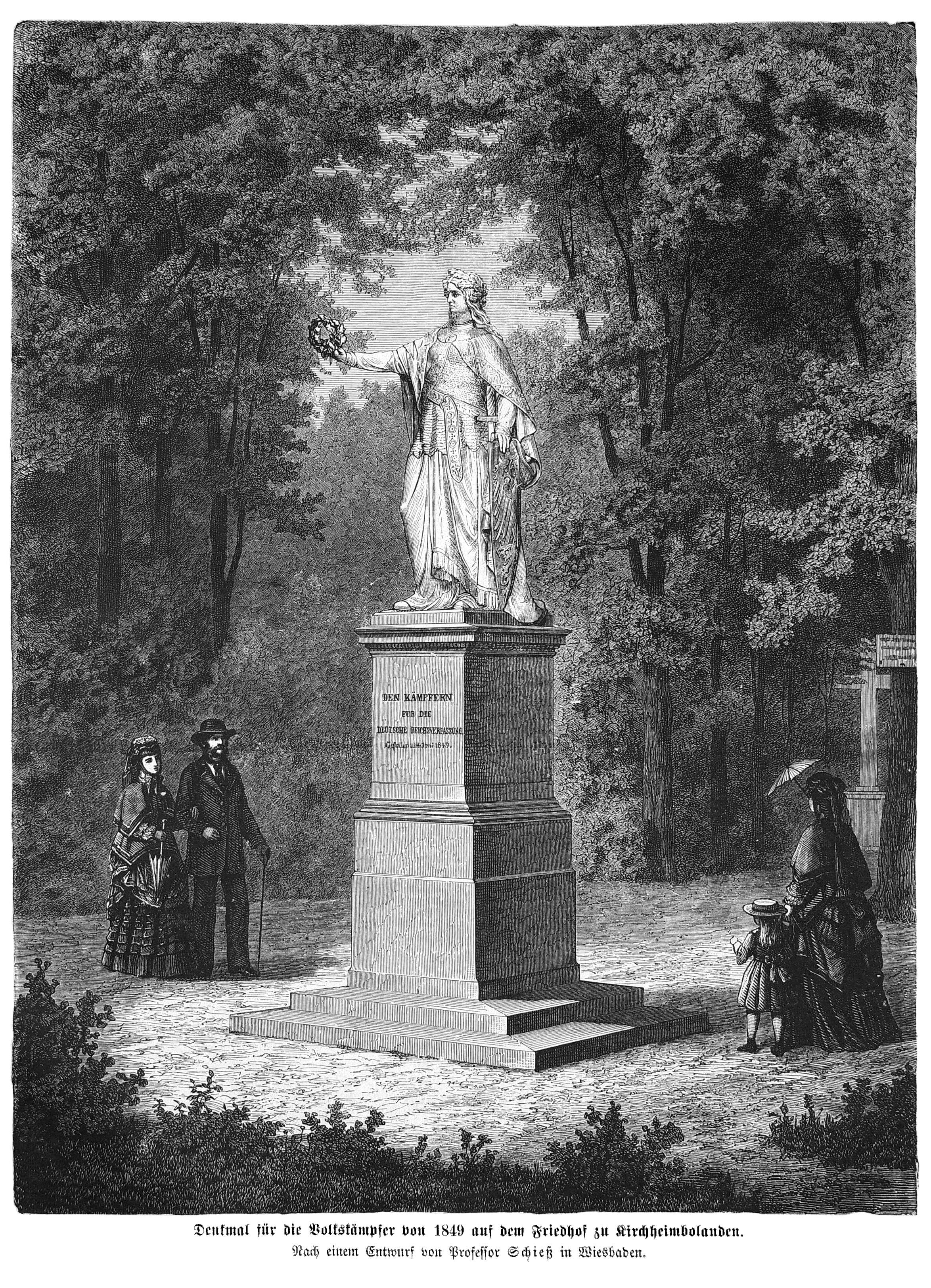
Denkmal für die Volkskämpfer von 1849 auf dem Friedhof zu Kirchheimbolanden. Nach einem Entwurf von Professor Schieß in Wiesbaden.

Am 16. Juni 1872 wurde auf dem Friedhof von Kirchheimbolanden ein Denkmal für die am 14. Juni 1849 gefallenen Freischärler eingeweiht. Es zeigt eine Germania mit Reichsadlerschild. Im Sockel wurde eine Urkunde mit dem folgenden Text hinterlegt:

„Im Jahre 1848–1849 hat die vom deutschen Volke gewählte deutsche Reichsversammlung in Frankfurt a. M. eine deutsche Reichsverfassung auf gesetzlichem Wege berathen und festgestellt, deren Ein- und Durchführung sich jedoch verschiedene deutsche Fürsten gegen den Wunsch und das Wohl des Volkes widersetzten. Die Bevölkerung der bairischen Pfalz und von Baden trat für ihr gutes Recht ein, ihre dafür streitende Volkswehr aber wurde von der Uebermacht der von den Fürsten gegen sie aufgebotenen Heere besiegt und die Hoffnung auf die Schaffung eines einigen, freien deutschen Reichs in damals unabsehbare Ferne hinausgerückt. An diesem Kampfe für sein gutes Recht wurde das pfälzische Volk von vaterlands- und freiheitsbegeisterten Männern und Jünglingen aus der rheinhessischen Nachbarprovinz unterstützt, welche eine Freischaar bildeten, die am vierzehnten Juni 1849 den ersten Kampf gegen eine in die Pfalz einrückende preußische Heeresabtheilung hier in Kirchheimbolanden zu bestehen hatte, wobei die nachstehend Aufgeführten (folgen die Namen) den Heldentod für Freiheit und Vaterland starben und auf diesem Friedhofe ihre letzte Ruhestätte fanden.“